# Macskási Boldizsár
Szentmártoni és macskási Macskási Boldizsár (?, ? – ?, 1700 körül) erdélyi magyar katonatiszt, diplomata.

## Életútja
Magyarországról Erdélybe származott főnemesi család sarja volt. Az 1650-es évek végén a kolozsvári református iskola növendéke, Apáczai Csere János tanítványa volt. 1667-től fejedelmi táblai ülnök volt, majd 1680 decemberétől 1693-ig Belső-Szolnok vármegye főispáni tisztét látta el. Ezzel párhuzamosan 1686 és 1690 között közreműködött az I. Apafi Mihály mellé rendelt fejedelmi tanács munkájában.
Apafi fejedelem követeként gyakran járt a bécsi udvarban, hogy Erdély és a császárság katonai együttműködéséről tárgyaljon. 1688-ban a Habsburgokkal szövetséges egyik erdélyi seregtest parancsnokává nevezték ki, 1691-ben pedig részt vett az Erdély trónjára ültetett Thököly Imre elleni küzdelemben. A későbbiekben az a vád érte, hogy titokban szövetkezett a Thököly-párttal, hűtlenségi pert is indítottak ellene, de végül 1696-ban felmentették a vádak alól.